# 星际旅行X：复仇女神
《星际旅行X：复仇女神》（英語：Star Trek: Nemesis）是一部2002年美國科幻电影，由史都華·貝爾執导，約翰·洛根编剧。本片是《星际旅行》系列的第十部电影，亦是《星际旅行：下一代》演员主演的第4部也是最後一部电影。在电影中，来自雷幕星（Remus）的辛宗靠一场政变控制了罗慕伦帝国，进取号-E的船员们必须阻止他威胁到星际联邦。
《复仇女神》是《下一代》演员们的最后一部電影作品。这部电影是星旅系列中商业成就最低的电影，同时亦不受大多数影评人的青睞。评论中解释说，公众对这部电影的冷淡反应意味着这一系列已走向没落。

## 劇情
在羅穆盧斯星上，羅穆蘭參議院的成員正在辯論與雷幕星叛軍領袖辛宗的和平與聯盟條件。雷幕人是羅穆蘭帝國的奴隸種族，來自鄰近的雷幕星，被用作礦工和炮灰。雖然有一派軍事人員支持辛宗，但執政官和參議院反對與其結盟。在拒絕這項提案後，執政官和參議員被一個留在房間的裝置分解。
與此同時，星艦企業號的船員們正準備向新婚的威廉·瑞克和荻安娜·特洛伊道別。百科在婚宴上為新婚夫妻演唱《藍天》。在前往婚禮的途中，他們在羅穆蘭中立區附近的科拉林三號行星上發現了一個能量讀數。畢凱艦長、安全官武夫和百科登陸行星，發現了一個和百科相似的仿生人殘骸，名為B4。三人遭到當地人的襲擊，並帶著B4離開行星，他們斷定B4是孫博士早期製作的舊型仿生人。
企業號接到一項前往羅穆盧斯星的外交任務，那裡的辛宗已經掌握了帝國的控制權，並表達了與聯邦和平的願望。抵達後，他們得知辛宗是畢凱的複製人，是羅穆蘭人秘密創造的，目的是在聯邦安插一名高階職位的間諜。該計劃在辛宗還是孩子的時候就被放棄了，他被遺棄在雷幕星，被當作奴隸而等待死去。多年後，辛宗成為雷幕人的領袖，建造了一艘裝備精良的旗艦「彎刀號」。企業號的船員發現「彎刀號」正在產生致命的低能量泰洛隆輻射，正是用這種輻射殺害了羅穆蘭參議院所有成員。此外，企業號的電腦出現了意外的通訊嘗試，辛宗還透過他的雷幕人副手的感應入侵了特洛伊的思想。
醫務官克拉夏發現辛宗因過去複製過程的缺陷，正在迅速邁向死亡，唯一可能的治療方法是獲得畢凱輸血。辛宗綁架了畢凱和B4，並把B4安置在科拉林作為誘餌。百科揭露他其實早與B4交換了位置，並拯救了畢凱。他們確定辛宗計劃使用彎刀號入侵聯邦，並利用泰洛隆輻射發生器根除地球上的所有生命。
企業號匆匆返回聯邦領空，但在無法進行子空間通信的貝森裂縫中遭到彎刀號的伏擊。儘管得到了兩艘羅穆蘭戰鳥的幫助，企業號仍嚴重損壞。畢凱將自己的船撞向彎刀號，使兩艘船都損壞。辛宗啟動泰洛隆武器，兩邊陷入同歸於盡的僵局。畢凱獨自登上彎刀號與辛宗對決，最後用金屬支撐物將他刺殺。由於企業號的傳送器故障，百科使用緊急傳送裝置跳躍到兩艘船之間，將畢凱傳送出船外，並犧牲自己摧毀泰洛隆發生器和彎刀號。船員們為百科哀悼，倖存的羅穆蘭指揮官達娜崔對他們拯救帝國表示感謝。
回到地球，畢凱向離開與特洛伊一起指揮「泰坦號」船的瑞克道別。畢凱與B4會面時，發現在百科登上彎刀號之前，他早已把自己的記憶下載到B4身上，讓他能夠延續生命。當B4開始唱起《藍天》時，畢凱臉帶微笑，離開了B4的房間。

## 角色
- 派崔克·史都華 飾演企業號艦長尚-路克·畢凱
- 喬納森·佛瑞克斯 飾演威廉·瑞克中校，企業號大副。
- 布蘭特·史賓納 飾演百科少校/B4
- 勒瓦爾·布爾頓 飾演「鷹眼」喬迪·拉福吉少校
- 米切爾·道恩 飾演武夫少校
- 蓋茲·邁克范登  飾演貝芙莉·克拉夏（英语：Beverly Crusher）醫生
- 瑪莉娜·佘提斯 飾演「星異」荻安娜·特洛伊顧問
- 湯姆·哈迪 飾演辛宗，雷幕人領袖

## 製作
本片的主體拍攝於2002年3月結束。

## 續作

### 電視劇
2018年8月4日，宣布柏德烈·史釗活在《星際爭霸戰：畢凱》中回歸飾演尚-路克·畢凱。該劇設定在《复仇女神》事件的20年後，由CBS All Access開發。故事與重啟版電影《星空奇遇記》（2009年）中，原始時間線羅穆蘭帝國的母星羅穆盧斯星被超新星爆炸摧毀的情節有關。

## 外部連結
- 互联网电影数据库（IMDb）上《星际旅行X：复仇女神》的资料（英文）
- 爛番茄上《星际旅行X：复仇女神》的資料（英文）
- Box Office Mojo上《星际旅行X：复仇女神》的資料（英文）
- AllMovie上《星际旅行X：复仇女神》的资料（英文）
- Metacritic上《星际旅行X：复仇女神》的資料（英文）